# Weneckie Mury Bergamo
Weneckie Mury Bergamo (wł. Mura venete di Bergamo) – mury miejskie okalające starą, położoną na wzgórzu część włoskiego miasta Bergamo (wł. Città Alta). Zostały one zbudowane przez Republikę Wenecką w XVI wieku. Są jedną z najbardziej charakterystycznych budowli i atrakcji turystycznych Bergamo.

## Kontekst historyczny
Mury zostały zbudowane w XVI w., kiedy to Bergamo stanowiło najdalej wysuniętą na zachód część posiadłości weneckich.
Był to czas, kiedy po odkryciu Ameryki, Serenissima nieuchronnie wkraczała w schyłkowy okres swego panowania nad handlem zamorskim. Dlatego właśnie zwracała większą uwagę na możliwości rozwijania szlaków handlowych w kierunku centrum Europy. Z tego powodu terytorium Bergamo zaczęło odgrywać strategiczną rolę, którą podkreślał jeszcze projekt zbudowania via Priula, drogi, która miała łączyć Bergamo, poprzez Val Brembana, z Gryzonią, uważaną za sprzymierzeńca Wenecji, a dotąd dostępną jedynie poprzez terytoria pod władzą Hiszpanii, co wiązało się z wysokimi opłatami.

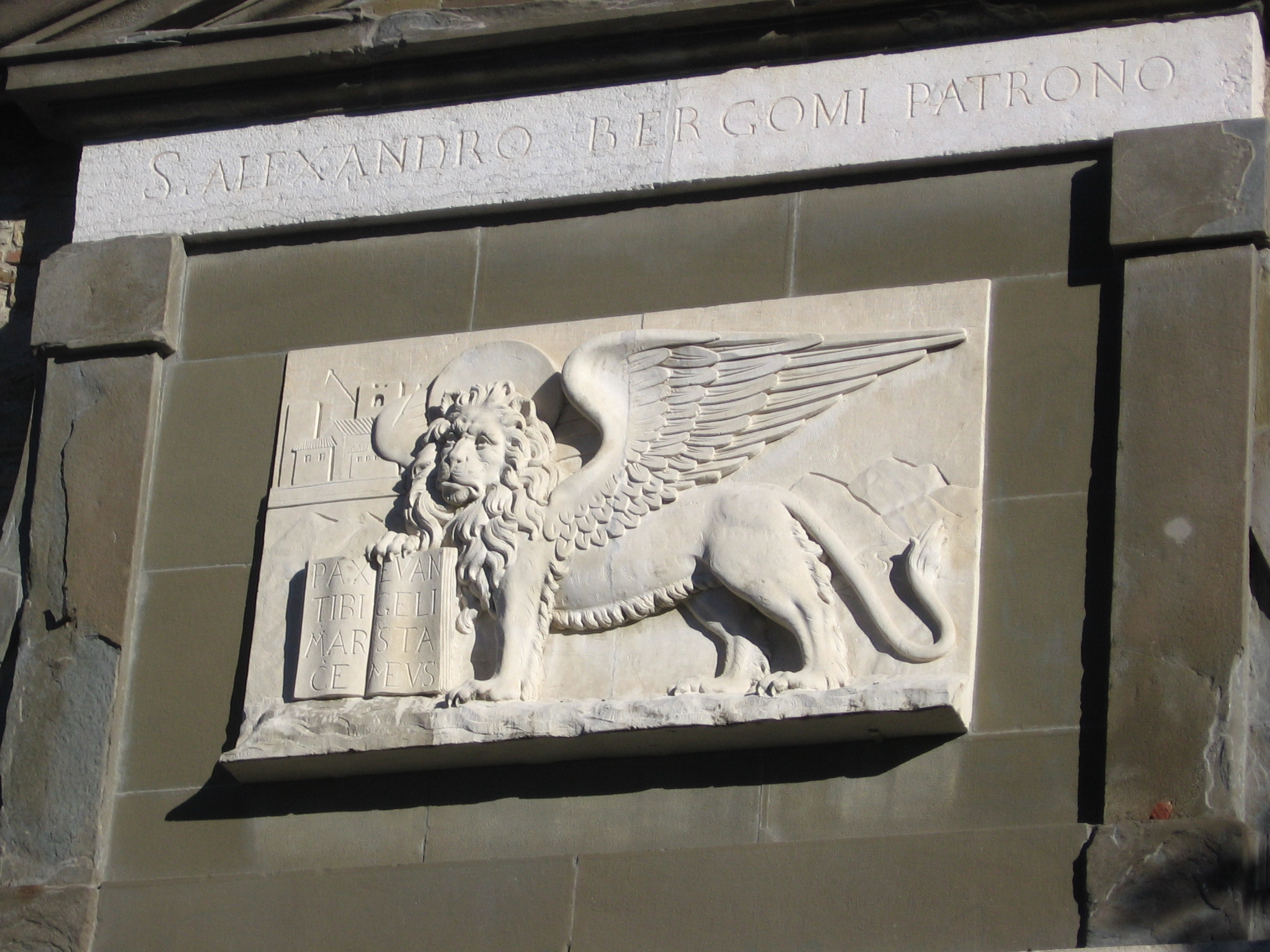
Godło Wenecji na Bramie Świętego Aleksandra

Interesy Wenecji spotykały się ze sprzeciwem sąsiedniego Księstwa Mediolanu, którym władała hiszpańska gałąź rodu Habsburgów, albo Francuzi, gdyż władza przechodziła często z rąk do rąk. Prowadziło to do licznych walk o Bergamo w pierwszym dwudziestoleciu XVI w.
Wenecjanie postanowili więc przedsięwziąć kroki w celu ochrony miasta, które nabrało dużego znaczenia strategicznego. Przeanalizowano wiele projektów i przyjęto wreszcie ten, który przewidywał otoczenie murami części miasta położonej na wzgórzu, przekształcając ją w prawdziwą twierdzę.
Decyzja ta miała bardziej znaczenie polityczne niż militarne, gdyż obszar miasta zamknięty wewnątrz murów nie obejmował Dolnego Miasta (wł. Città Bassa) i był zbyt mały, aby mógł stanowić punkt koncentracji wojsk w przypadku podjęcia działań zaczepnych. Twierdza w Bergamo mogła być tylko broniona. Było to milczące wyrzeczenie się przez Wenecję dążeń do rozszerzenia swego panowania w Lombardii, tym bardziej, że wysiłek wojskowy Republiki kierował się raczej przeciwko Turkom, którzy zagrażali jej południowo-wschodnim rubieżom.

## Budowa

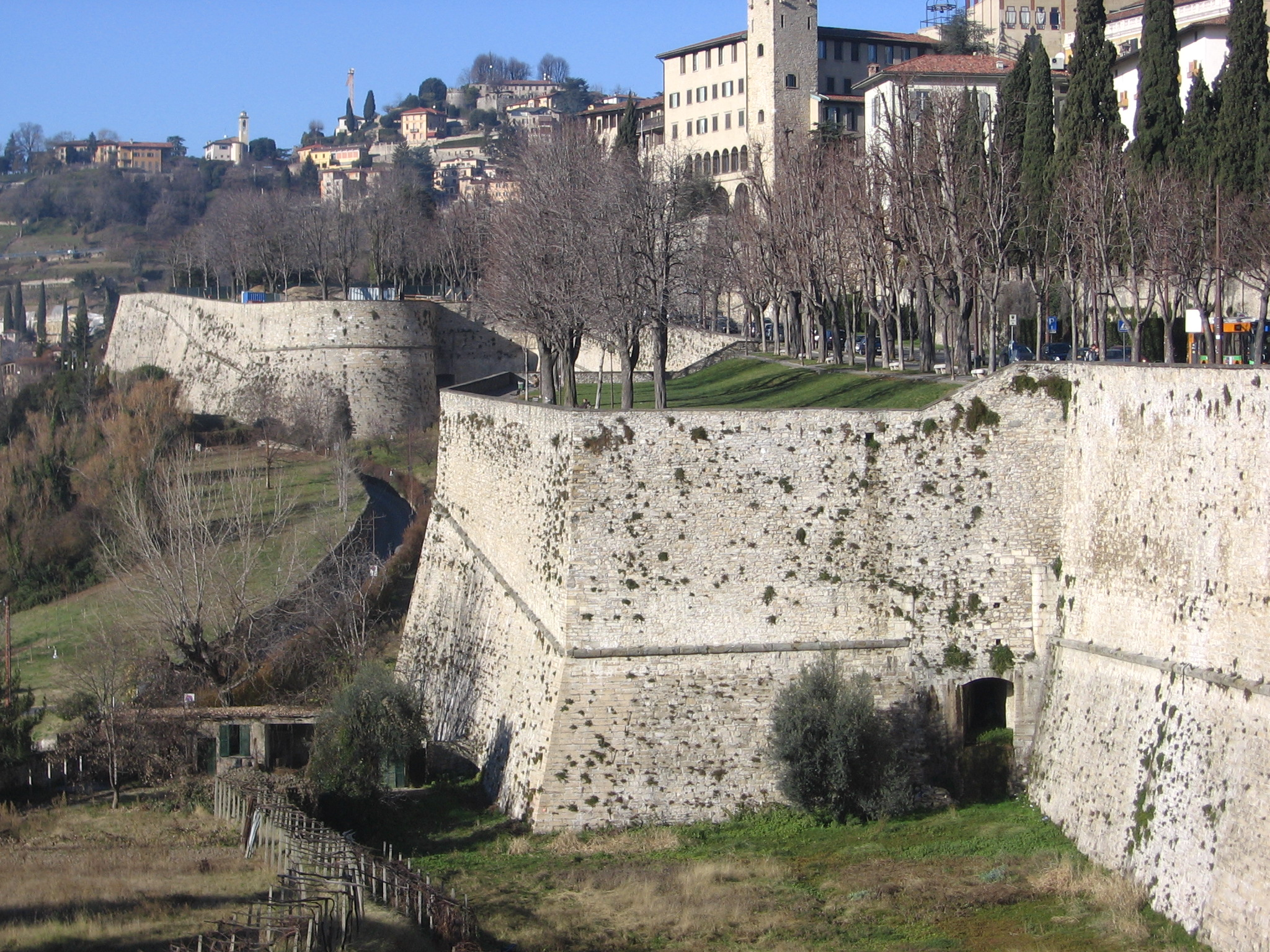
Południowo-zachodnia część murów (Platforma Świętej Graty i Bastion Świętego Jana)

Ostateczna decyzja dotycząca realizacji projektu budowy murów została podjęta przez senat wenecki
w 1561, a 31 lipca tego roku przyjechał do Bergamo hrabia Sforza Pallavicino, aby nadzorować rozpoczęcie budowy.
Do realizacji tego ogromnego dzieła zgromadzono wielką liczbę robotników oraz architektów z Wenecji i Bergamo, ale także żołnierzy. Należało bowiem zburzyć ok. 250 budynków, co mogło się spotkać z protestami mieszkańców. Dlatego potrzebne były liczne siły porządkowe. Zburzono więc liczne domy, pracownie, ale także osiem miejsc kultu, wśród których znalazły się katedra św. Aleksandra (gdzie przechowywano relikwie patrona miasta) i konwent dominikanów pod wezwaniem św. Szczepana. Zburzenie kościołów i klasztorów przyniosło osiem ekskomunik nałożonych przez lokalne duchowieństwo na hrabiego Sforzę Pallavicino, który później musiał podjąć wiele wysiłków (wraz z ofiarowaniem pewnych sum pieniędzy), aby zostały one odwołane.
Wielkie przedsięwzięcie organizacyjne, jakim była budowa murów, przyniosło znaczny rozwój miasta. Wprawdzie niektóre odcinki murów zostały już zbudowane w epoce rzymskiej, ale na początku XVI w. znajdowały się w ruinie i musiały być prawie całkowicie odbudowane. Plany przewidywały, że budowa miała trwać ok. roku i miała kosztować prawie 40 000 dukatów. Okazało się jednak, że terminarz prac był nie do zrealizowania, a budowę zakończono dopiero w 1588. Również koszt podjętej inwestycji przekroczył znacznie przewidywania projektantów i osiągnął milion dukatów.

## Struktura

Plan murów

Kształt murów w ciągu wieków nie został zbytnio zmieniony w stosunku do tego, co zbudowano w XVI w., a więc dzisiejsze mury odzwierciedlają w dużej mierze stan oryginalny. Mają długość 6200 m. Po ich zewnętrznej stronie biegła tzw. Strada coperta, czyli kryty chodnik, który był używany
przez straże strzegące miasta. Wysokość murów w niektórych miejscach dochodziła do 50 m.
Obwarowania składały się z 14 bastionów, 2 platform, 32 budek strażniczych (z których tylko jedna przetrwała do naszych czasów), 100 otworów strzelniczych, 2 prochowni, 4 bram (Świętego Augustyna, Świętego Jakuba, Świętego Aleksandra, Świętego Wawrzyńca - obecnie Giuseppe Garibaldiego). Było tam też mnóstwo przejść, furtek i pomieszczeń połączonych ze sobą siecią podziemnych chodników, z których większość popadła w zapomnienie.
Wojskowe przeznaczenie budowli przewidywało też istnienie pewnych pomieszczeń militarnych, jak arsenał mieszczący się w twierdzy, czyli w Rocca di Bergamo, gdzie przechowywano broń i wytwarzano proch strzelniczy. Do korpusu twierdzy dobudowano też, istniejącą do dziś, okrągłą basztę, w której mieściła się tzw. szkoła bombardierów, czyli koszary artylerzystów.

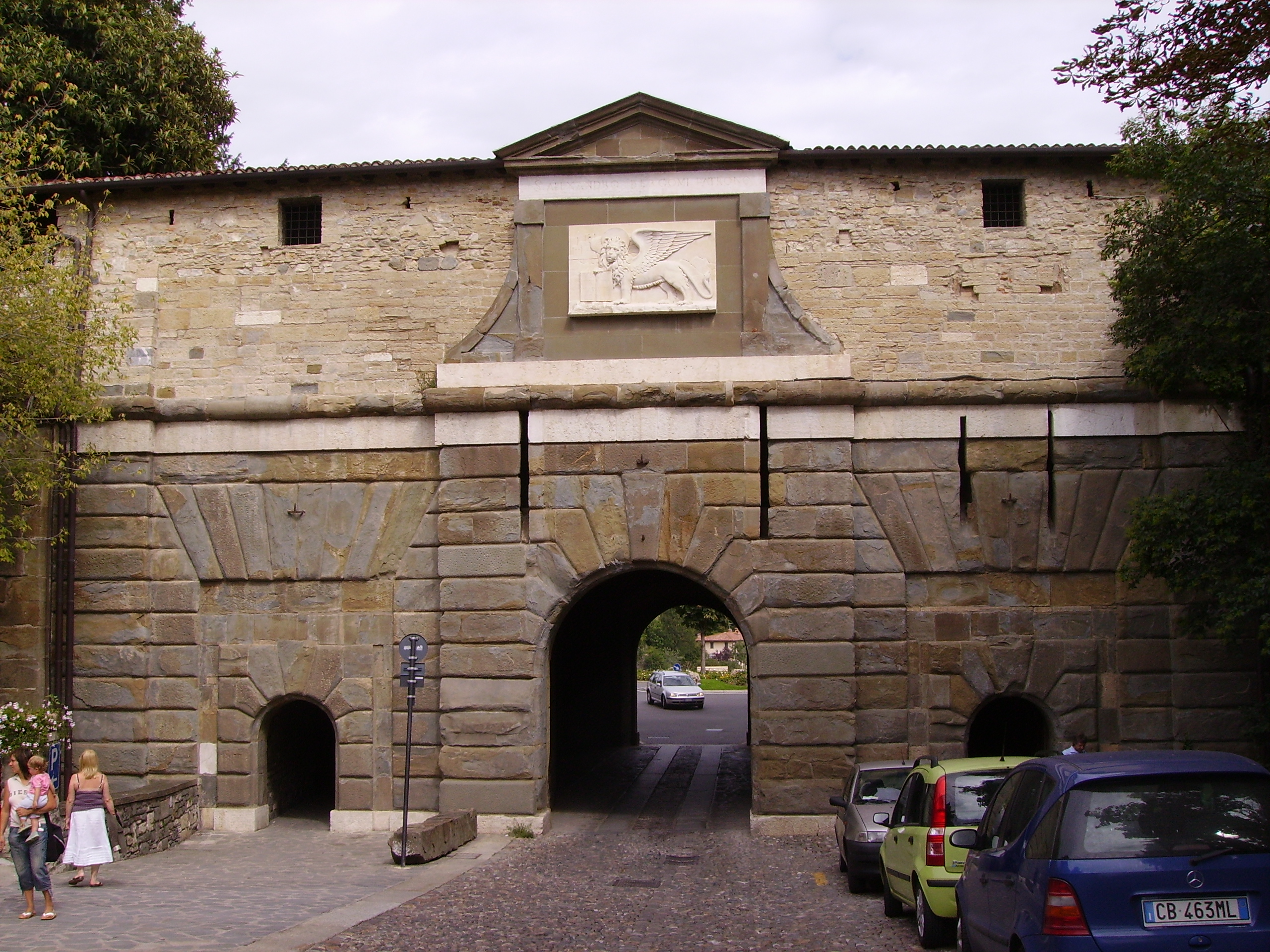
Brama Świętego Aleksandra

Ze strategicznego punktu widzenia ważny był Fort Świętego Marka, czyli forteca w fortecy. Zajmował on północną część miasta, od Bramy Świętego Aleksandra do Bramy Świętego Wawrzyńca. Jego zadaniem była obrona miasta od strony wzgórz oraz umożliwienie masowej ucieczki mieszkańców w razie jego upadku. Ucieczka ta była możliwa przez otwór w murach zwany Bramą Ratunkową. Ponadto Fort Świętego Marka ukrywał przejście podziemne prowadzące do zamku Castello di San Vigilio, wznoszącego się na wzgórzu górującym nad Bramą Świętego Aleksandra.
Bastiony sprawiające wrażenie niezdobytej twierdzy nigdy nie zostały użyte w celu militarnym.
W każdym razie mury sprawiły, że otoczona nimi część miasta została oddzielona od reszty, co sprawiło, iż niewiele się zmieniła pod względem architektonicznym od tamtych czasów. Zaczęła być też nazywana Miastem Górnym w odróżnieniu od Miasta Dolnego, znajdującego się poza obrębem murów. Niższa część miasta również z czasem została otoczona murami, tzw. le Muraine, które były zewnętrznym pierścieniem obronnym miasta. Zostały one niestety prawie całkowicie zburzone w 1901 i zostały z nich niewielkie fragmenty.

## Okres schyłkowy

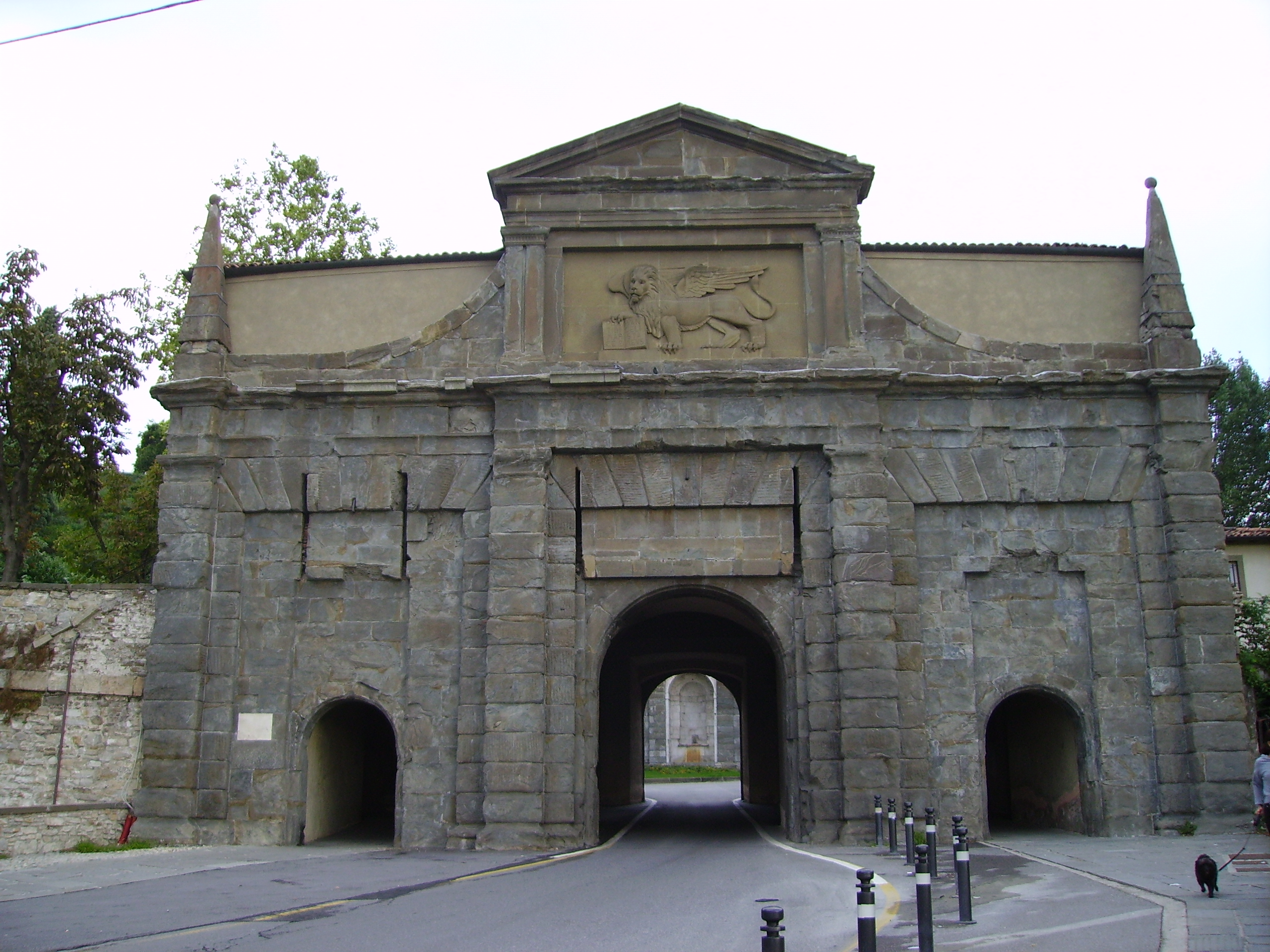
Brama Świętego Augustyna

W 1797 Francuzi zdobyli miasto bez jednego wystrzału, gdyż Republika Wenecka uległa rozkładowi, co zostało usankcjonowane przez pokój w Campo Formio. Jednak w tym czasie urządzenia militarne budowli były zaniedbane i opuszczone. Stan ten jeszcze się pogorszył z powodu kompletnego braku wykorzystania murów przez armię Republiki Cisalpińskiej, a następnie Austro-Węgier. Większość pomieszczeń i struktur budowli zostało użyte w celach cywilnych, skutkiem czego było zniszczenie wałów ziemnych i większej części stanowisk artyleryjskich. 8 czerwca 1859 mury Bergamo ponownie zaistniały w historii dzięki Giuseppe Garibaldiemu i jego Strzelcom Alpejskim (wł. Cacciatori delle Alpi). Weszli oni do miasta przez Bramę Świętego Wawrzyńca, która od tej pory nosi nazwę Bramy Garibaldiego. Wydarzenie to, przygotowane w detalach przez majora Gabriele Camozziego, oznaczało przyłączenie miasta do Królestwa Piemontu i Sardynii.

## Mury dzisiaj

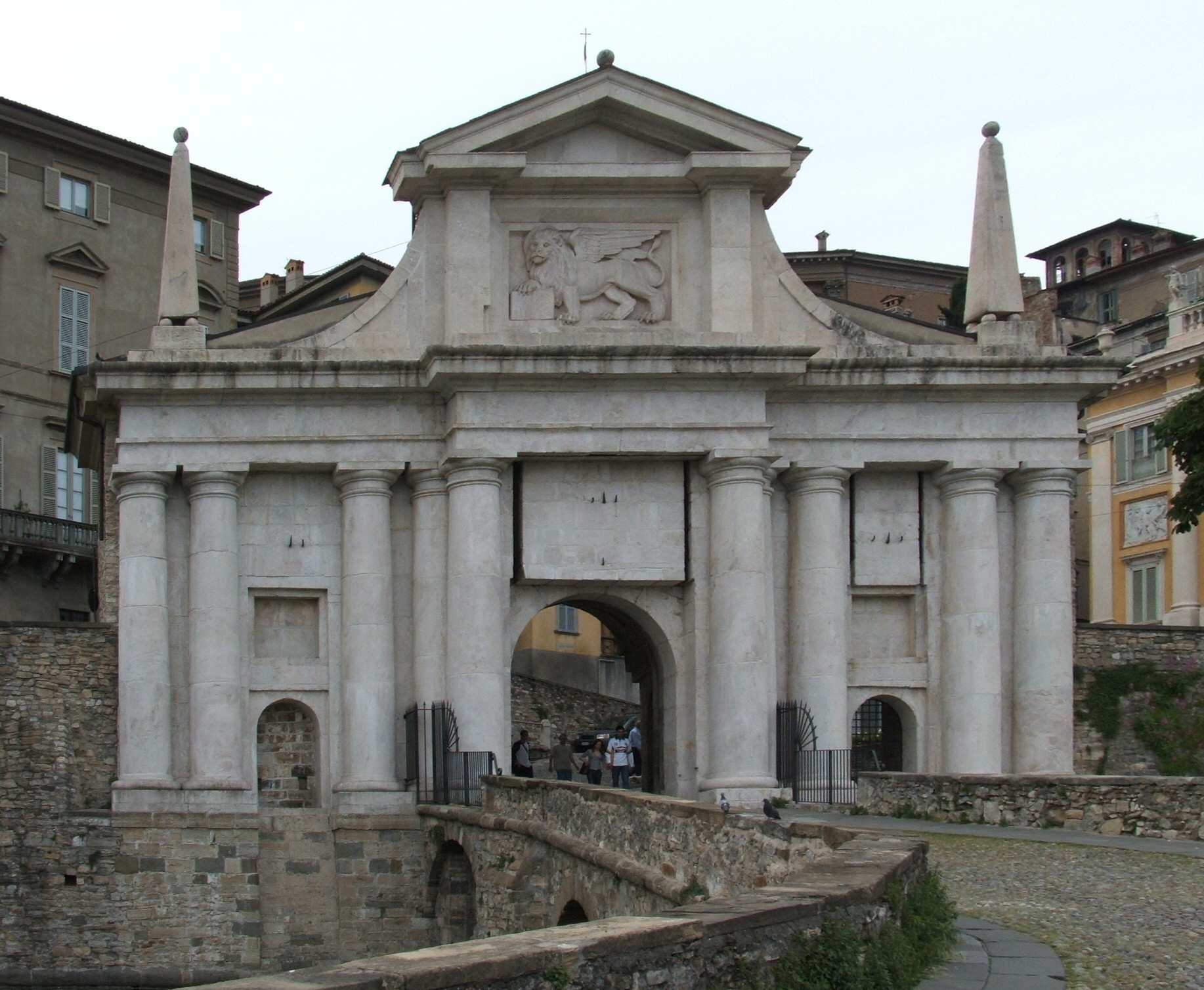
Brama Świętego Jakuba

Dzisiaj mury Bergamo odzyskują swoją świetność ze względu na wartość, jaką przedstawiają pod względem turystycznym. W latach 1976–1984 zostały one odnowione i oczyszczone dzięki staraniom Azienda Autonoma di Soggiorno. Dzięki pracom renowacyjnym obecnie możliwe jest obejście całych weneckich murów obronnych Bergamo, co pozwala podziwiać niezwykłą panoramę miasta i okolic.
Przez trzy z czterech bram codziennie wjeżdżać mogą do Górnego Miasta samochody. Głównym wjazdem do Górnego Miasta jest Brama Świętego Augustyna, zaś Brama Świętego Jakuba przeznaczona jest tylko do ruchu pieszego.
W weekend cała przestrzeń otoczona murami staje się wielką strefą przeznaczoną tylko dla pieszych, głównie turystów. Z przewodnikami z grupy speleologicznej Le Nottole istnieje także możliwość zwiedzania tuneli podziemnych stanowiących część konstrukcji murów. W maju droga biegnąca po zewnętrznej stronie murów staje się trasą Soap Box Rally, czyli wyścigu małych drewnianych samochodów.

## Bibliografia

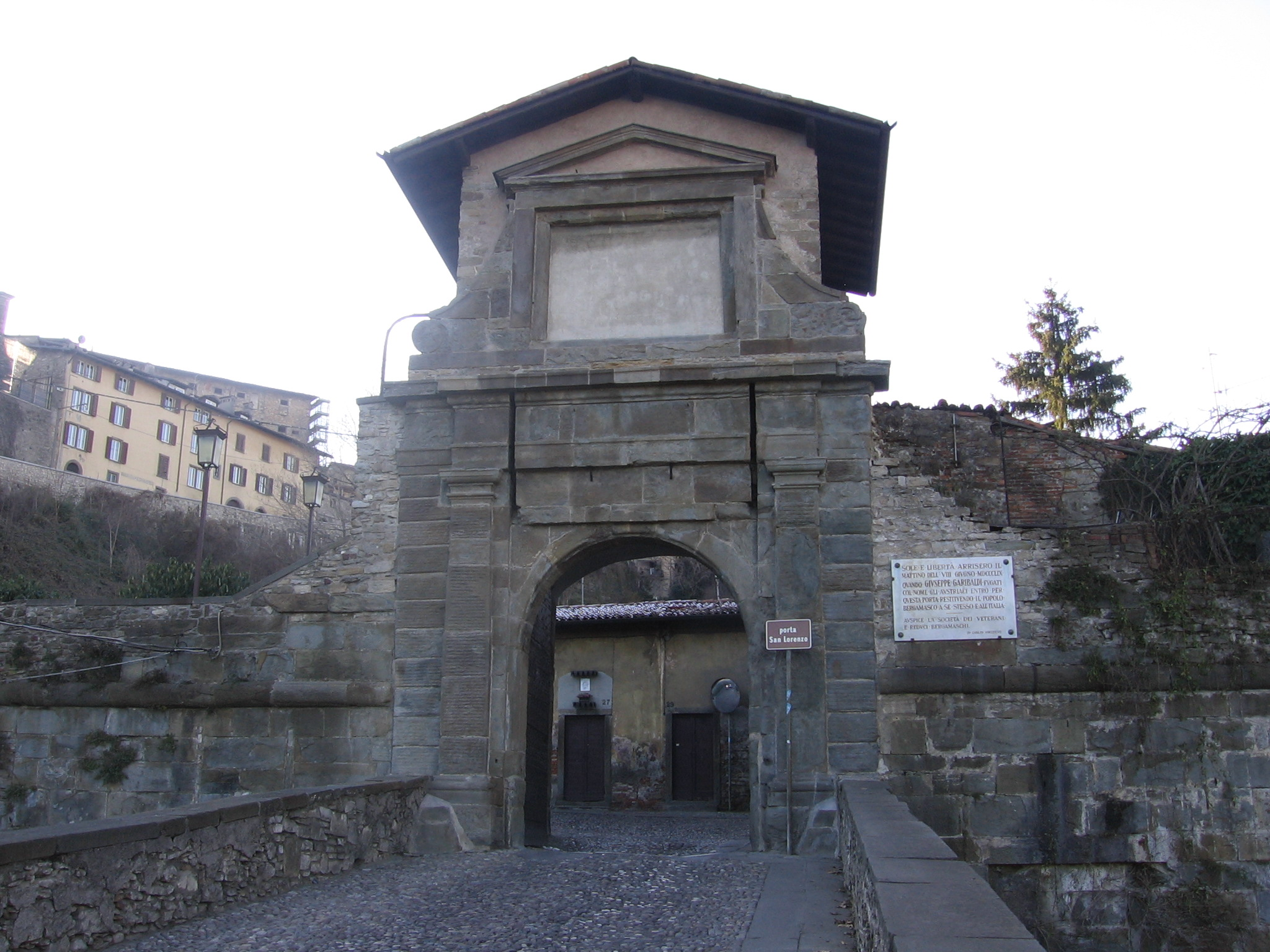
Brama Świętego Wawrzyńca (Garibaldiego)